# Harsiesis leucomelas
Harsiesis leucomelas är en fjärilsart som beskrevs av Rothschild och Jordan 1903. Harsiesis leucomelas ingår i släktet Harsiesis och familjen praktfjärilar. Inga underarter finns listade i Catalogue of Life.